# 東正教

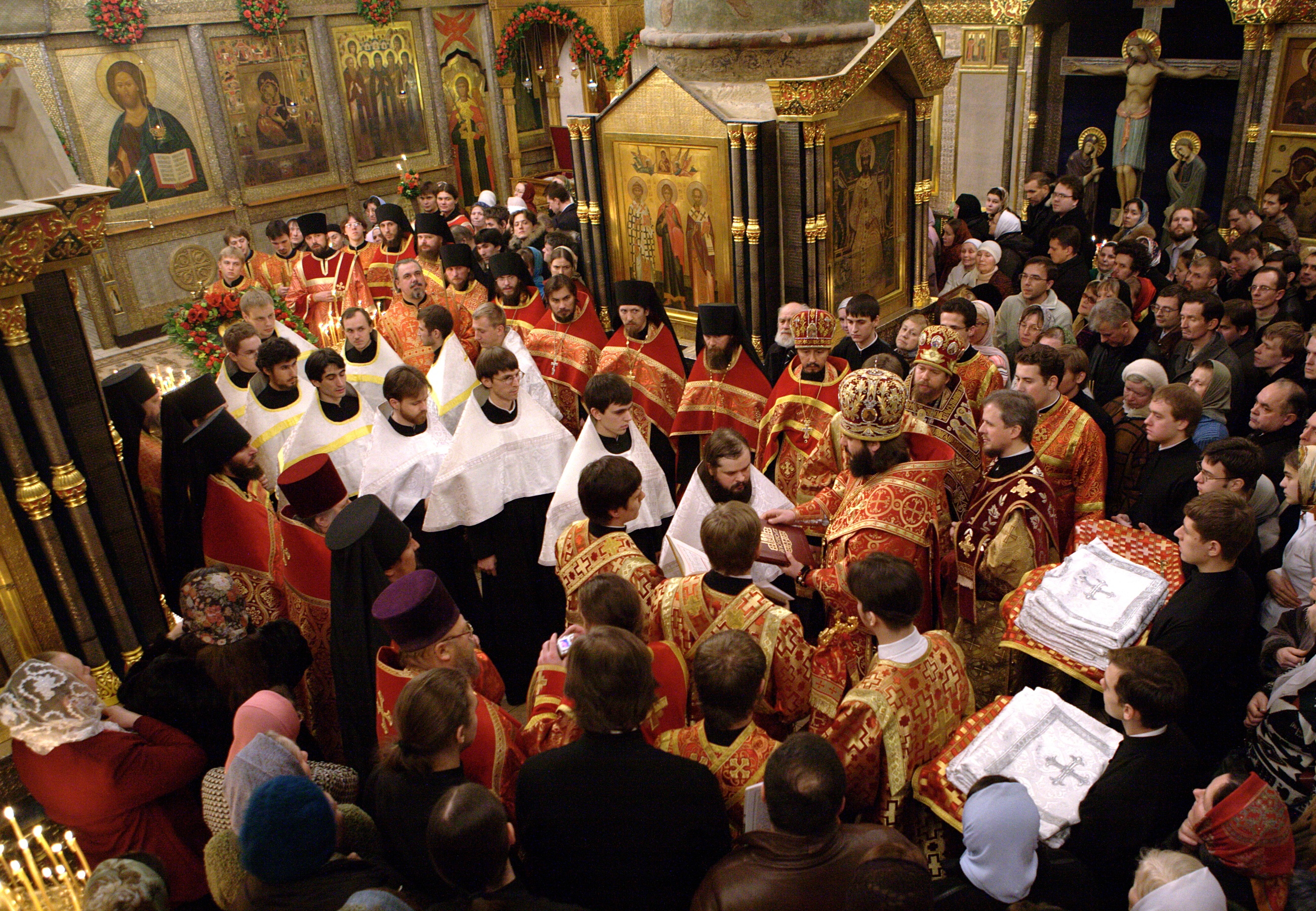
俄罗斯正教會修道院里的诵经者神职授任礼

東正教，又称東正教會、正教會、正教、希臘正教，是基督教的一個分支。截至2022年，东正教會共有17個自主教会，是人數第二多的基督教會，约有2.3亿受洗礼成员。东正教会正式称自己为正统大公教会（希臘語：Ορθόδοξη Καθολική και Αποστολική Εκκλησία）。

## 歷史

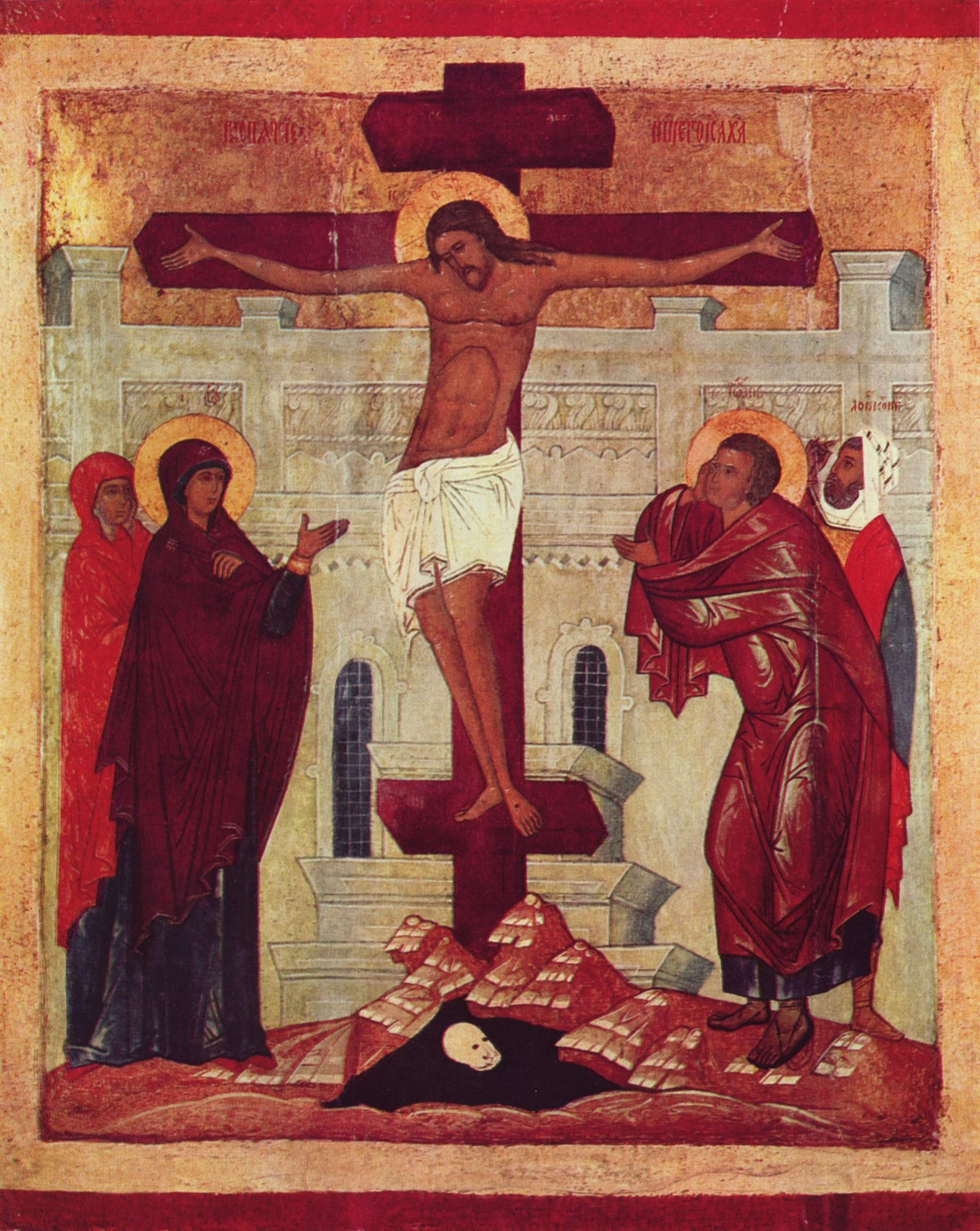
根據《新約聖經·馬太福音》，稱為以马内利的耶稣是上帝之子

产生于公元1世纪的基督教，随着耶路撒冷被占领，教会的中心逐渐转向罗马帝国的首都罗马。从公元1世纪到4世纪初，罗马帝国皇帝一再对基督徒进行压迫。直到君士坦丁大帝在313年皈依教会，后历经多次宗教争端，狄奧多西一世於380年頒布「薩洛尼卡敕令」，宣布基督教為國教。
公元5、6世纪，日尔曼部族大量南遷，外族的入侵最终导致帝国分崩离析，东方的正教会與西方的天主教會东西教会也随之各自獨立行事。在東西教會完全分裂前，彼此對教義的歧見和傳教差異已長期存在。尤其是羅馬教宗把教義中「聖神由聖父所發」改為「聖神由聖父和聖子所共發」一事，引發了“和子句糾紛”，雙方的爭執至9世紀起越演越烈。
1053年，君士坦丁堡牧首馬格爾·賽魯拉留斯指責羅馬教宗竄改《聖經》內容以及教義，以各種禮儀問題質問羅馬，如安息日齋戒問題、四旬大斋期不唱哈利路亞等等。
1054年，教宗利奧九世派了宏伯特樞機至東羅馬協調，但隨即雙方談判失敗，宏伯特大怒，取出了教宗的敕書，把賽魯拉留斯破門，逐出教會。賽魯拉留斯也不甘示弱，當眾把教宗送來的敕書點火燒了，也宣佈把教宗破門。史稱「東西教會大分裂」。标志着基督教正式分裂为罗马公教（天主教會）和希腊正教（東正教會）。

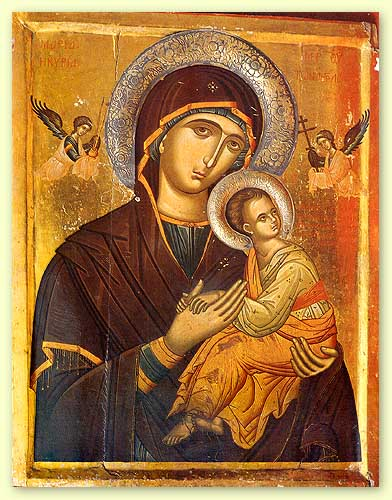
此為《永援聖母》聖像，東正教會稱為天主之母的聖母瑪利亞是上帝之耶稣基督因聖靈降孕道成肉身的母親

1453年，東羅馬帝國被鄂圖曼帝國征服，東正教會則保留下來。其時，東正教派教會分佈的埃及受到信奉伊斯兰教的马木留克王朝的穆斯林的控制。但是正教派教會在俄國卻非常強大；因此自稱第三羅馬的莫斯科取代了君士坦丁堡成了新的東正教會中心，俄羅斯也成為至今最大的東正教國家。

### 政治背景

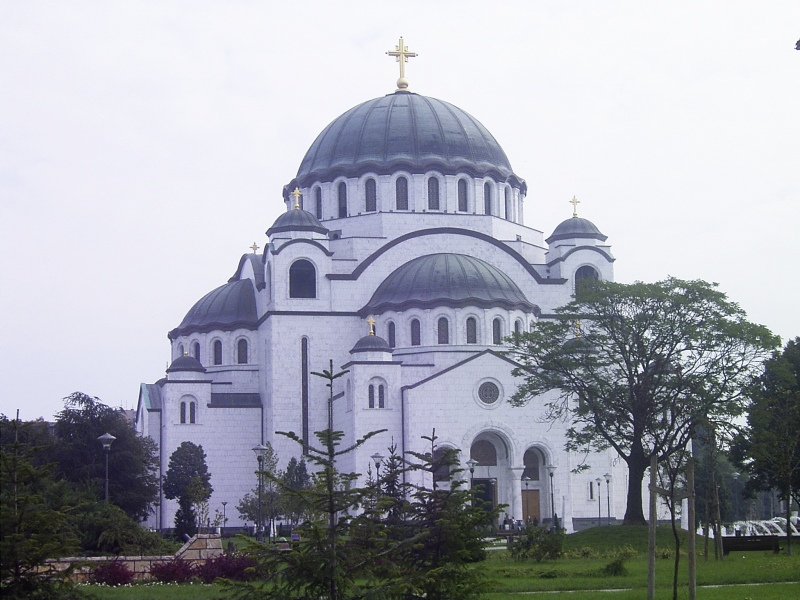
圣萨瓦教堂

東正教會作為基督教的一個重要派系，擁有悠久傳統。与天主教會不同，他們没有宗教改革的分裂，東正教會相信自己才是地上真正的「基督身體」。倘若西方基督教人士宣稱東方教會將自己分隔出來，那麼，東方教會就會反駁西方教會，認為西方教會才是與「正統」教會分離。歷史事實乃基督教第一次大分裂不是十六世紀的宗教改革，而是東西教會大分裂。這次分裂在1054年進入白熱化的階段。東西方教會的分裂，不是一朝一夕的事。:159

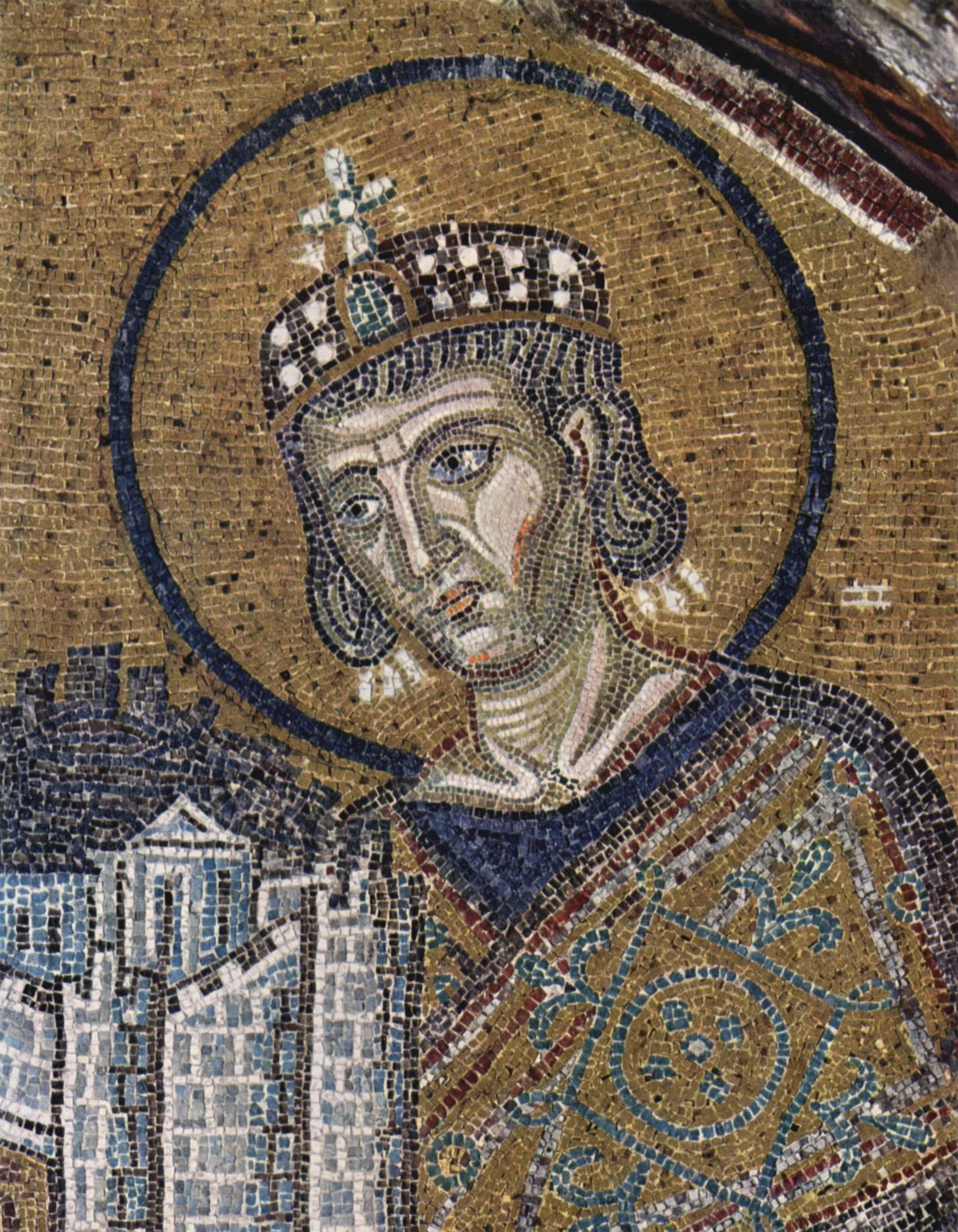
君士坦丁大帝

### 遷往君士坦丁堡
330年，君士坦丁一世將帝國的首都遷往博斯普魯斯海峽的君士坦丁堡，此處是貿易要道和軍事要地，擁有防範異族入侵的屏障。但卻在宗教上使得教會分裂更加確定，同時也因為政治權力減縮，不再輕易受到管轄。
遷往君士坦丁堡後，羅馬失去首都的政治重要。另一方面，遷移政府使權力真空，令
羅馬主教（即教宗）得以增加其在世俗和屬靈事物上的影響。羅馬的宗主教（即後來的教宗）逐漸得到強大的政治權力。330年君士坦丁遷都至1054年東西教會大分裂的期間，教會面對兩個相抗的中心。特別是當查理曼在800年被加冕，實質上成為另一個羅馬帝國後，東西方的紛爭更趨明顯，兩者幾乎分裂。至此，兩個皇帝互相競爭。而在宗教方面，羅馬的教宗和君士坦丁堡的宗主教亦互爭權力。:159

### 君主兼牧首制度
在東方，宗主教與君主之間並無如羅馬教宗與世俗國家君王間的相爭。東方教會與治理君士坦丁堡的長官保持密切的合作。這種關係非常密切，被西方教會人士和歷史學家稱為「皇帝兼牧首制度」，意即教會事務完全順皇帝的管理，教會實際上成為政府的一個部門。不過東羅馬帝國的歷史學家駁斥這項指摘，指出皇帝不是教士，且宗主教有權將皇帝給破門，革除教籍（按：歷史上，並無牧首把皇帝破門，反而是皇帝則多次指派宦官充任牧首。），支持東正教的神學學者，寧願用「和諧」（symphon）來代替「皇帝兼牧首制度」。和諧的意思是指宗教和政治權力互相支持，教會讓信奉基督的領袖管理國家；但整個社會是由上帝眷顧的，君權神授，皇帝的大權亦是託上帝洪福的。「皇帝兼牧首制度」的指控，是東西方教會分裂過程中一個重要事件。而當時的西方教會在數百年來，亦努力令教權高於政權。:160

## 教会

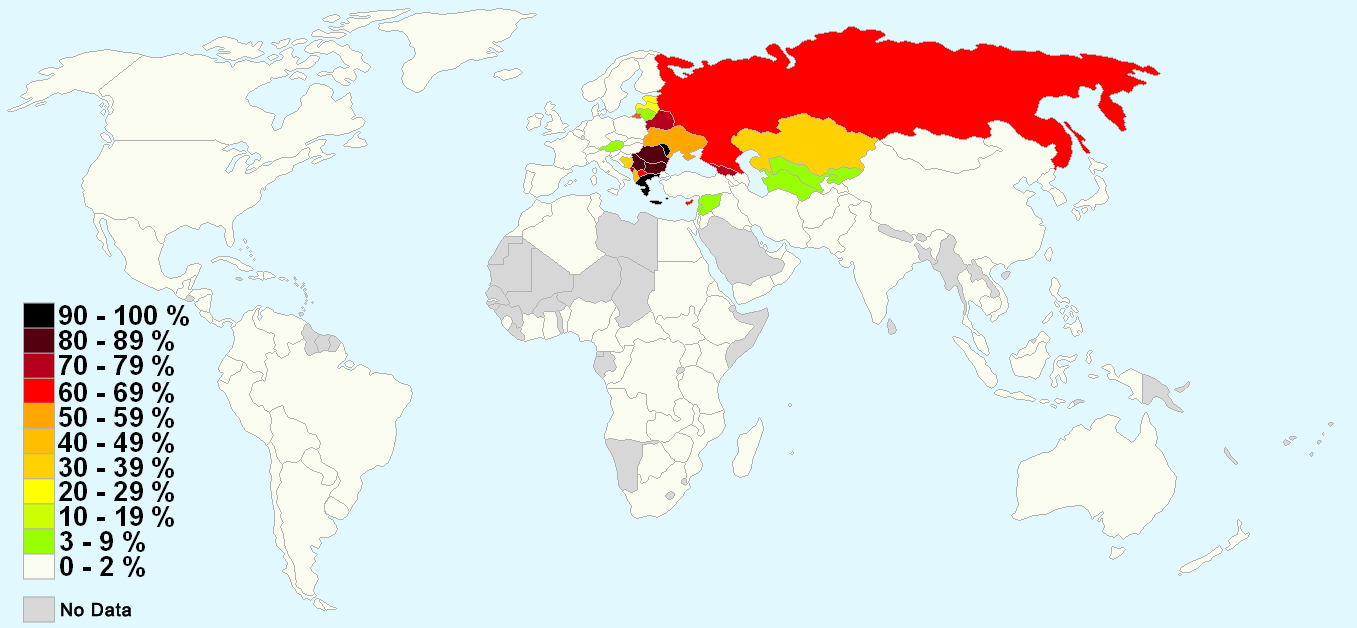
東正教徒佔世界各國人口比例一覽圖

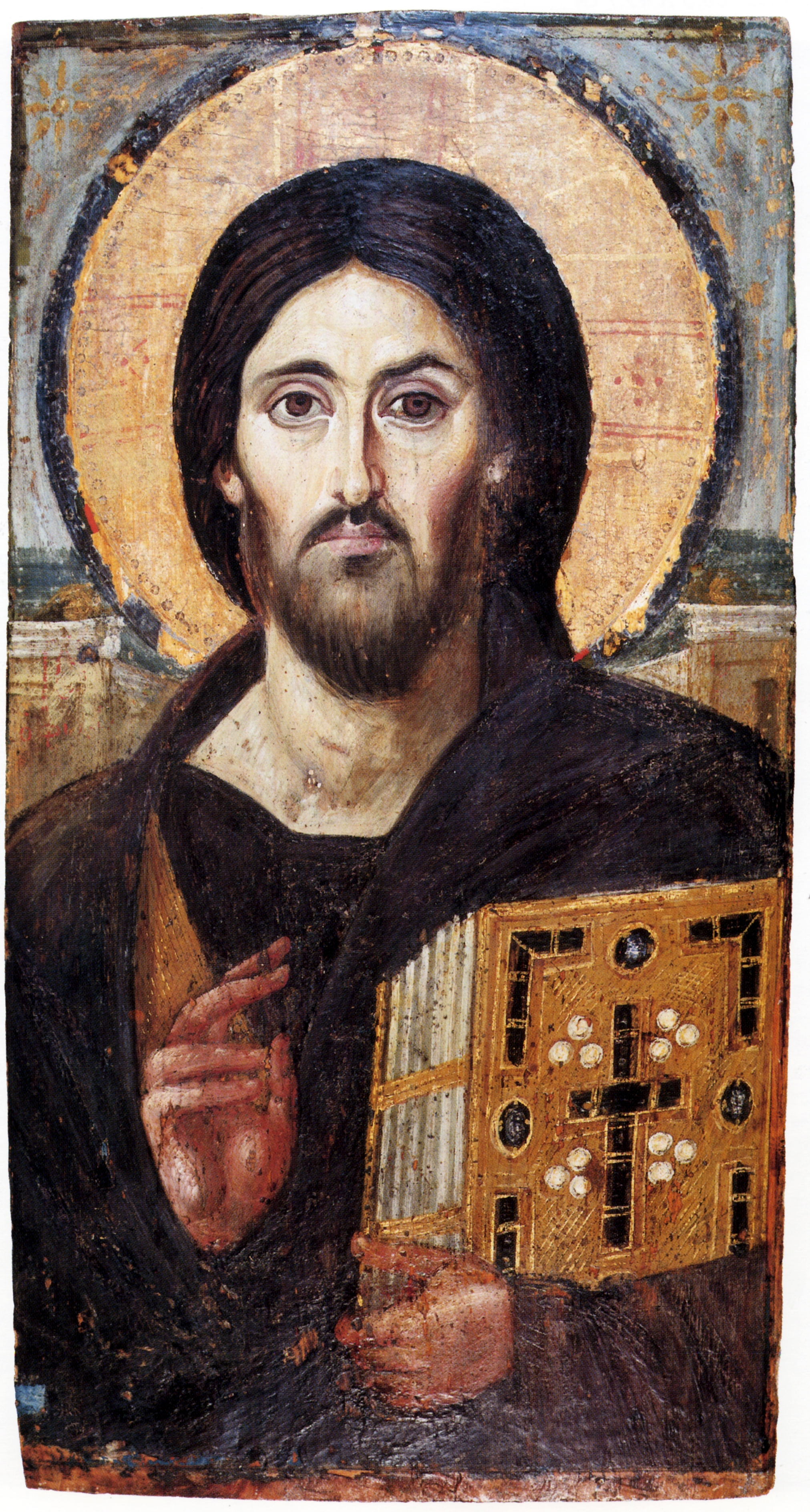
公元6世紀的拜占庭聖像，是目前已知最古老的基督普世君王聖像 (西乃山)蠟畫，現藏位於西奈半島的聖凱薩琳修道院

與天主教以罗马教廷為領導中心的形式不同，東正教由一些稱爲「自主教會」或「自治教會」的地方教會組成。自主教会是东正教最高级别的独立教会，所有自主教会均不受其他教会的管辖，可被視為獨立的教廷。东正教最早的四个自主教会位于罗马帝国的四个重要的东方城市，即君士坦丁堡、亚历山大、耶路撒冷和安提阿。后来，俄罗斯正教会也取得了与它们同等的地位。比自主教会低一级的是东正教自治教会，它们由某一自主教会的领袖管辖。现在东正教共有16个自主教会。這些教會完全承認君士坦丁堡正教會的君士坦丁堡牧首為普世牧首的地位，可是，在大公會議中普世大牧首除了充當主席以及整個正教會的發言人之外權力並不高過在場其他牧首，與其保持完全的共融。東正教的各個教會彼此在管理上獨立，但皆有着共同的信仰並且在聖禮上完全共融。再者，正教會認為聖靈領導著整個正教會主導的大公會議的論點走向，亦在信道的人之間形成上帝在塵世的代表，所以不需要有一個教宗。

### 各大圣统教会
目前正教會有17個自主的教會。這些自主教會權力相同，按歷史榮譽順序排序如下：
1. 君士坦丁堡及普世正统基督教会
2. 亚历山大及全非洲地区正统基督教会
3. 安提阿及全中东地区正统基督教会
4. 耶路撒冷及全巴勒斯坦地区正统基督教会
5. 俄罗斯正教会（建立于1589年）
6. 格鲁吉亚正教会（建立于466年）
7. 塞尔维亚正教会（建立于1219年）
8. 罗马尼亚正教会（建立于1925年）
9. 保加利亚正教会（建立于927年）
10. 塞浦路斯正教会（建立于434年）
11. 希腊教会（建立于1850年）
12. 阿尔巴尼亚正教会（建立于1937年）
13. 波兰正教会（建立于1924年）
14. 捷克和斯洛伐克正教会（建立于1951年）
15. 美洲正教会（建立于1972年，尚未被广泛承认为自主教会）
16. 乌克兰正教会（建立于2018年12月15日，2019年1月5日被君士坦丁堡普世牧首区以及其他3個教會承認[16][17][18][19]）
17. 马其顿正教会（建立於1967年，2022年被承認）[20][21][22]

有些自主教會有下屬的自治教會或管轄的教會，自治教會以†標識，例举如下：
- 君士坦丁堡正教会下设：

芬蘭正教會、爱沙尼亚正教会、中華民國基督正教會、韩国正教会
- 耶路撒冷正教会下设：

西奈山正教会
- 俄罗斯正教会下设：

摩爾多瓦正教會、日本正教会†、朝鲜正教会†、中华东正教会†
- 罗马尼亚正教会下设：

比薩拉比亞都主教區†

### 西方礼正教会
西方礼正教會是与普世东正教会共融，在圣餐礼中较多使用有酵饼成圣体，不使用《尼西亞信經》中“和子”句，不承认教宗至上論及教宗無誤論、聖母無染原罪等晚期天主教教义和敬礼的使用西方礼（米兰礼、高卢礼、脱利腾拉丁礼、盎格魯礼、莎霖礼根据圣公会1928年公祷书修订的圣吉洪礼等）的东正教会。多分布在天主教和传统新教较多的西方国家，在俄罗斯圣统域外东正教会和安提阿圣统北美洲教区都有很多的教堂。

## 神學
一般來說，東正教派的神學和對於經卷的解釋都是遵循基督教興起初期教父們所傳下來的典範。他們所有的努力都是為了要繼續和延續基督傳給他最初使徒，以及使徒傳給早期教會僧侶的神學和信仰。神學上的創新往往帶來質疑；如果一個意見真的和最初的教會所教導的不同的話，那麼這意見很可能被視為異端邪說。然而進一步的詳細解說傳統神學是可以被接受的。
東方教會從不堅持要禁止敬拜圖像，而西方新教教會最後都放棄敬拜圖像。事實上，東西雙方為圖像敬拜都設立界線，並且訂立了規條。然而當這個問題引致教會與政府發生磨擦時，東西方教會的關係就受到嚴重傷害。726年，皇帝利奧三世頒發反圖像崇拜的命令，羅馬主教因而指斥他，導致皇帝報復，撤消羅馬對很多地方的管治權。羅馬在失去了寶貴的土地的同時，另外發生了一連串的事情，影響到羅馬的地位，矛頭因而重新指向東方教會，指出其傾向國王兼教宗制度。皇帝干涉很多宗教的問題。:163但實際上所謂的國王兼教宗的制度是西方教會對正教的一種迷思，但正教會中，東羅馬皇帝的地位視為教會的守護者而非教宗。東正教永遠的領袖是基督與聖靈，沒有教宗一般所謂塵世間的宗教領袖。（實際上東正教會之中每一個自主教會都有一個自己的教宗（牧首），而有重大的神學議題必須討論定調時就由眾教宗眾主教開會共同討論，為之大公會議。)
另外東正教的原罪觀與救贖觀已與西方教會不盡相同，對東正教而言，在人的墮落一事，真正的罪不是「亞當喫了禁果，而那果子裡裝滿了罪孽與貪嗔癡」，而是亞當自己選擇遠離耶和華，也就是遠離一切善與生命存在之源。當亞當跑去喫那果子，也就是背棄了神，最終造成「罪的代價是死亡」（《羅馬書》第6章第23节）的一個結果。按照東正教會的教導，耶穌基督的救贖不僅是為了替人贖罪，而是要用醫治的方式，使罪遠離人類。並由死裡復活一事，作為他就是彌賽亞的見證。

## 教導

### 基督
東正教相信耶稣为上帝圣父的圣子、全人类的救世主、“彌賽亞”、“基督”，降生成人，救赎万民，免其受苦。

### 十誡
東正教的十誡：

第一誡：曰吾乃尔主上帝，吾之外毋奉他主。
第二誡：毋造捏偶像及凡天上地下土中水间，所有诸物之像，毋叩拜奉事之。
第三誡：毋以上帝尔主之名而轻发。
第四誡：记忆以第七日为圣期。六日间任尔做工营尔诸务，而第七日乃属上帝尔主。
第五誡：孝敬尔父母则吉祥必及尔身而延寿于世。
第六誡：毋杀人。
第七誡：毋行邪淫。
第八誡：毋偷盗。
第九誡：毋妄证。
第十誡：毋恋人妻、毋贪人之宅屋田庄仆婢牛驴等并一切凡系人之物。

耶穌總結摩西十誡的大意為：「你當全心、全靈、全意，愛你的上帝﹔應愛你的邻人，如愛你自己」。

### 四規
東正教基督徒信仰生活的規範，除上帝十誡外，尚有東正教會所立的教規。教規共有四條：

一、凡主日暨诸瞻礼之日宜上帝听经祈祷。
二、遵守圣教會所定斋期。
三、解罪至少每年一次。
四、领圣体血每年至少一次。

不過部分禮節可因個人因素加以調整（例如不少神父會規範其牧群內的孕婦於齋期可以吃肉）

### 齋戒
東正教有較天主教以及新教稍嚴格的齋戒禮儀，一般齋戒分為小齋禮以及大齋禮。除了小齋以及大齋之外，東正教徒於禮拜三以及禮拜五亦必須守齋。星期三守齋因為耶穌於週三遭到背叛，於周三守齋提醒自己關於自己的罪過、以及必要的懺悔，星期五守齋則是紀念主耶穌的釘死與復活。
一般而言大齋還是小齋的行為有齋食內容作為分別。大齋即忌食全葷（有趣的是魚以外的水生動物在東正教理裡亦被歸為素菜，而奶、蛋類則歸為葷菜，然後傳統基督教文明圈不吃的動物例如青蛙則沒有相關規定）以及忌食橄欖油、忌飲酒，修行較普羅大眾嚴格的僧人則食全素（接近佛教的標準但不包含蔥蒜）；而小齋則是周末可以吃油、魚以及飲酒。比較廣為人知的東正教齋戒月為聖誕齋月以及復活齋月，聖誕齋月（聖誕節前四十天）一般而言守小齋禮，復活齋月（復活節前四十天）則守大齋禮。
通常正教會對於守齋的立場是建議而不是硬性強制，守齋無疑是對身心健康的維持以及靈魂靈性的鍛鍊大以幫助，因此鼓勵教徒守齋。東正教教義裡對齋戒唯一的規範為：勤祈禱、不失禮、不張揚。如果不祈禱，齋戒便只是節食，對靈性並無幫助。如果別人招待受齋者喫戒食之葷，則受齋者應欣然接受並與之共食是為齋戒的一部分。最後，受齋者不應大聲張揚齋戒，或過度在意期取食之加工食品之成分，因為如此一來便會分心，使靈修前功盡棄。

## 教義教理
東正教會的教義是由《聖經》、聖傳兩部分組成。東正教把《聖經》作為基本經典，並且是教義的中心依據。《聖經》包括《舊約》和《新約》。聖傳指教會的傳統。包括大公會議的決議（前七次）、使徒遺訓、教父著作等等。

### 聖經
東正教會和所有的基督教教派一樣，都是以聖經為經典。並作為教理的依據。正教会神父认为，圣经是“照亮道路的光，照亮脚下的灯”。東正教會和天主教會一樣都是把次經納入正典，稱為第二正典或次正典，甚至東正教會接受的次經比天主教會多，因此東正教會、天主教會、新教的舊約聖經不盡相同。東正教会的旧约圣经為七十士譯本，卷目为50卷（包含不被天主教會承认的4卷次经或合并在天主教會旧约圣经中的个别篇目），新约圣经为27卷，與天主教會及新教相同。目前中國的東正教會由于没有进行圣经译经等工作，旧有的文言文译本亦不能广泛使用。故中国东正教基督徒目前同時使用天主教會聖經中文譯本的思高本和新教聖經中文譯本的和合本（多使用和合本上帝版）这两个版本的中文圣经，俄罗斯东正教会在涉及中文圣经的使用时，例如每年复活节至圣礼仪的中文宣读福音书环节，也采用和合本或和合本修订版。

### 圣传
聖傳指教會的傳統。包括大公會議的決議（前七次）、使徒遺訓、教父著作、圣事礼仪、圣职圣品等等。正教会目前使用的是传统的三阶圣品制，即执事、神父、主教。关于教会历法，东正教会使用儒略历和格里高利历作为教会历法。

## 圣禮儀
圣礼仪，一般翻译为事奉圣礼或感恩祭，类似天主教會的彌撒，聖禮儀在東正教會中，佔重要的位置。透過「聖禮」信徒能與教會保持關係。「東正教的神學家認為，宗教儀式是教會對教徒思想發生影響和作用的重要手段。」東正教與天主教皆有相同的七项聖事（东正教一般称为奥秘、机密）：领洗、傅圣膏、事奉聖禮、告解（办神功）、神品、婚配、傅圣油。
圣洗圣事
東正教的信徒受洗，都要浸到水中。因為東正教認為，浸到水裡可以洗除原罪和本罪，並且可以得到「上帝的恩惠」，因此再生，之後才有資格領受其它的聖禮。对于成年人，在受洗时会同时领受圣膏和圣体血。
圣膏圣事
類似於天主教的堅振聖事，「聖油」需要經過主教祝聖之後才能被使用。在古时候，就是使徒和主教抚手的礼。现今准神父用被主教成圣的圣膏。塗聖油是表示「聖灵恩賜的印記」。這是在剛受洗後的施行的，為的是使新入教者堅定對三位一體上帝的信仰。
事奉聖禮
又稱為「聖體血聖事」、「圣上帝事奉圣礼」或「聖祭禮」、即聖餐禮、是最重要的一項聖禮。東正教會每周日（主日）都會舉行一次聖體血。目前普世东正教会使用的事奉圣礼主要有：圣金口约翰侍奉圣礼、圣巴西琉侍奉圣礼、圣格里高利预祭（预先成圣）侍奉圣礼等。西方礼东正教会，多使用米兰弥撒礼仪，高卢弥撒礼仪和脱利腾拉丁弥撒礼仪。西仪正教中使用脱利腾拉丁礼的教会在礼仪上几乎与天主教无异，也把圣礼仪称为弥撒，弥撒经文中也有托马斯阿奎那的祈祷文。只是没有为罗马教宗的祈祷文。
東正教之聖餐用有酵饼、红色酒、水。谓此三者，乃纪念耶稣当日水血涌出之状。严格来说早上领圣体血之前，从半夜12点起就不能进任何食物和饮料了，水和药品也禁止。如果在子夜领圣体血，则从18点起不能进任何食物和饮料了，水和药品也禁止。与新教认为圣餐只是纪念不同，东正教认为，把有酵饼和葡萄酒变成为基督的体、基督的血。
当事奉圣礼无法举行时，允许平信徒使用代圣体血礼仪（Typika）在教堂祈祷。一般由执事、副执事、诵经士或最年长的有经验的平信徒领导，按此顺序进行，除非主教或神父决定另一位领导。
告解圣事
又稱為「忏悔」或者「办神功」。當信徒有犯錯時，因为籍著神父赦罪，能得罪的赦免。東正教會規定：七歲兒童以上，需要先懺悔告解後，才可以領圣体血。若是人犯很大的罪，不愿意改悔，神父应当禀明主教将他革出教外。
神品圣事
又叫聖職圣事、圣秩圣事。只有主教能行举行。籍这个圣事可以授予人神职。东正教的神品有三等：第一等是主教。他是总管教会，能行全部圣事，他是极大的教师。第二等是司祭（神父），他能受主教命，能行圣事（除立神品外），还应当管理自己群众，做传教事宜。第三等是辅祭，他就是在行圣事时候，帮助事奉，独自不能行圣事。
婚配圣事
透過一套儀式在教會內舉行婚禮。婚禮中有一個儀式名為加冠，即新人們被加冠為其未來家庭的國王與王后。
傅圣油圣事
类似天主教的病人傅油聖事，但并非临终才举行，亦可以在信徒重病、遇到身体和心灵的考验时使用。在信徒的眼、耳、口、鼻、臉頰、胸、手、腳塗抹聖油。目的是讓信徒可以免受病痛之苦，赦免罪過，让临终的信徒可以安心的進入天堂。

## 教堂结构
东正教堂的圣像壁以及至圣所一般朝东方。东正教认为：“因为上帝是灵性之光（若一1：5），而基督被称为真理的太阳和东方（路1:78）。所以说，东方是上帝在自然界中的圣像。古代的伊甸乐园也在东方（创2：8），这是我们失去的家园，并且是我们梦想返回的地方。主从山上升到耶路撒冷的东边，祂回来的时候将「如同闪电从东方发出，直照到西方」（玛24：27）。我们等待救世主的回归，所以我们也向东方敬拜。”

## 圣像畫

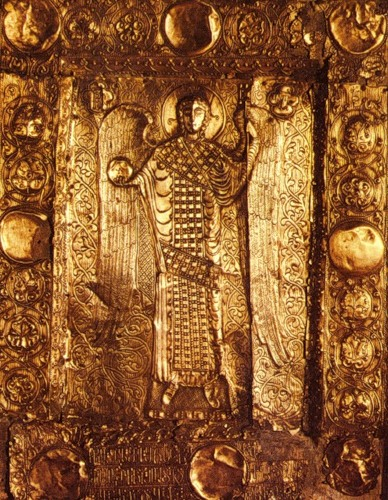
11世紀喬治亞的天使長伽弗里伊爾鎏金聖像

由於《舊約聖經》禁止崇拜偶像，因此正教信仰區域，遂發展出以聖畫像來作為瞻仰耶稣、聖母、使徒的獨特傳統。

### 简介
圣像画，简称圣像，是指以平面画像的方式來表达神灵、圣者或神迹，为东正教的传统艺术品，但亦有人反对圣像崇拜，視之為等同於偶像崇拜。東羅馬帝國時代，皇帝與正教會曾為了禁止聖像崇拜，而大肆迫害畫師與信徒，許多聖像被毀，還有許多人因而被殺死或遭活活刺瞎雙眼,是为圣像破坏运动。然而最後終究不敵民間對聖像的強大支持力量，不得不讓步妥協，因而再次肯定聖像傳統的尊貴性。其中一位圣像支持者大马色的圣约安称，既然三位一体的第二位格圣子以肉身的形式向人类显现，就有理由描绘基督，但是聖父沒有肉體物質形象故仍然不得描繪聖父。

### 东正教对圣像敬礼的理解
聖像畫在正教會地區中被譽為「天堂的窗戶」、「天國之窗」，彷彿畫可通往天堂，畫裡的聖人就個著窗戶（畫框）看著前來追敬（venerate）的信眾；但這並不表示把圣像作为上帝本身来敬拜。东正教不会敬拜制作圣像的材料（木头、油漆及照片等等），东正教敬拜的是圣像所描绘的对象。类似为表达爱意，人们经常会亲吻所爱之人的照片——亲吻圣像、焚香、点灯和烛也都是在敬礼圣像所描绘的原型。同时，圣像则是用颜料描绘的圣经，因为它描述的是圣经事件及福音书所描写的美德，这些事件及美德在圣人身上得到具化，我们注视着圣人的形象，并模仿他们的生活。

### 东正教允许的四种描述上帝的圣像画类型
东正教允许四种类型的上帝圣像存在：
一、上帝以三个天使的形象向亚伯拉罕显现（《旧约圣三》）
二、基督在约旦河受洗，圣父发声宣认自己的子，而圣灵则以鸽子的形象出现
三、主易圣容，圣灵以荣耀的云彩的形象降到基督身上
四、五旬节——圣灵以火舌的形象降临于众使徒。
关于民间流行的圣三圣像——圣父以老者的形象出现、基督和鸽子（《新约圣三》）则被一部分人认为是违反第七次大公会议的决议，而受到争议。

## 祈禱（禱告）
东正教认为，祈祷分为三类：第一类，最普遍最初级的祈祷是祈求祈祷，基督徒根据自己的经验知道谁恳求主，主就会帮他。我们恳求对罪孽的宽恕，对善工的帮助，日常烦恼的解决。第二类，具备更完美形式的是感恩祈祷，使徒训诲道：「事事感谢，这就是上帝在耶稣基督内对你们所有的旨意」（得前5:18）。第三类，最高级别的祈祷是赞颂祈祷：荣耀上帝的全善和创造整个宇宙的伟大善工。
东正教祈祷的灵修学的两个最主要属灵体验，正教属灵的体验有两个核心：心祷和默观。心祷是使用《耶稣祷文》在去除一切杂念仅以忏悔之心进行逐步渐进的深入内心的最终与呼吸结合的祈祷方式，耶稣祷文东正教会中文翻译的句式是：“主耶稣基督，上帝之子，怜悯我罪人。”东正教徒或使用特制的祈祷绳或念珠进行咏念。默观是通过圣像和圣画进行默观祈祷。

## 組織
主教制是最古老的制度。而天主教的主教制则是源自1世纪早期教会的主教制度，所以可以说主教制是整个基督宗教中历史最悠久的神职人员制度。從最早的基督教會開始，教會（教堂）就散佈到不同的地方，每個地方的教會領導者就成了“主教”。其他受派的“長老”就成了“神父”，然後受派的“僕人”就成了“執事”。一個地區的最重要城市的主教有時候被稱為“大主教”，其他小一點的地方教會就會向大城市裡的教會尋求領導。
東方基督教教會（東正教會、東方正統教會和東儀天主教會）一直都允許結過婚的神父和執事，只是婚禮要在上任前完成。如果離婚或是成了鰥夫，神父和執事不能再婚，除非他們不再當神父和執事。主教一直都是不能結婚因為他們是從僧侶中選出來的。主教，神父和執事一直都是由男性擔任，女性是不可以擔任主教或司鐸的，女性以前曾可擔任女執事但這項制度目前沒有使用但亦沒有廢除或排除以後恢复女執事聖品的可能。
不同的正教派教會間可以說是以共同的信仰和各種儀式聯繫起來，但是卻沒有政治上的從屬關係。
俄羅斯的正教教士一般不太重視教理與經典研究。重視的是儀典上的細節（而大阿拉伯地區的安提阿自主教會則剛好相反，重視教理以及經典研究並對儀典細節保持較寬鬆的態度），俄羅斯的正教教士，分別是黑品受戒教士與白品世俗教士。受戒教士必須入修道院過刻苦生活，不得結婚，教會的高層多由他們充任。後者地位較低，但可以結婚，他們在農村中不事生產，又與農奴一樣窮困，地位不高，因此常被嘲諷。
俄羅斯正教由金帳汗國可汗忙哥帖木兒發詔書，免其差役。俄羅斯都主教不再由拜占庭指派希臘人出任。由俄羅斯人出任，這時期是正教最自由的時代，也較前更強固。

## 宗派關係

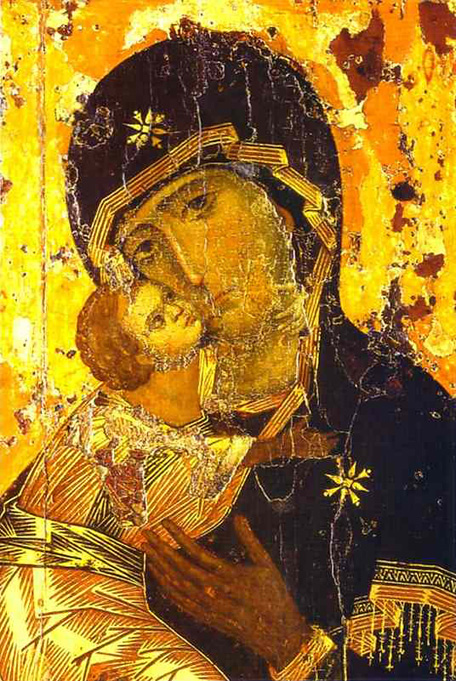
弗拉基米爾聖母聖像畫

### 對宗教改革的態度
以全球而言，東正教會並無經歷宗教改革，只在俄國發生過俄羅斯東正教分裂活動與索洛維茨基起義。
东正教认为，新教主张的“唯独圣经论”是有谬误的；《圣经》的权威性不是与生俱来的，如果没有当时教会神职人员的整理，《圣经》只不过是一本杂乱的古书。正教会还认为，许多教会的信仰并不出自《圣经》，而是由历代所积累下来的传统实行的。这些传统，正教会称作圣传。脱离圣传的《圣经》并无实质上的意义。
基督新教派教會對正教會的態度一直不明。雙方開始時維持著熱忱和友善的關係，但是基本的教條神學歧見並不比與天主教少，尤其是關於神聖傳統，聖靈/聖神由父分出（東正教不認同和子說）、自由意志、神聖預定、稱義（釋罪）、聖禮/聖事的數目、洗禮（浸水）以及是否要如同正教派的“在洗禮後馬上施行聖油禮和聖餐禮/聖體聖事”，聖餐禮變動的意義以及使用未發酵的麵包，教會和大公會議的無錯誤，崇敬，盛宴，對聖者、聖者塑像和遺物的祈禱，齋戒和其他教會的傳統。這些分歧使兩者在基督教合一运动中无法更加密切联系。
某些較現代主義的新教教會對於東正教會則是保持憎恨的態度，因為新教以及宗教改革追求"恢復到最初的教會"，可是東正教會認為自己證明了正教會即是最初教會，基督教不需要再恢復什麼，再加上東正教堅持依照聖傳統（使徒教父的其他註解及手稿，以及教義口頭傳統）解經，不同意新教唯独聖經、自我解經的模式，使現代主義的新教諸教派教義的正當性備受質疑。正教会一方也批评一些新兴的新教会去除了圣传却自称“早期的教会”，因为正教会認為自己实际上就是早期的教会经过圣传承袭至今的。

### 近代教派分裂
帝俄在彼得大帝領導時，曾試圖統一俄國東正教會的儀式，即彼得大帝改革的一部分。
但遭到反對和反而衍生出很多新的教派和教會來，還爆發了較小型的宗教戰爭即索洛維茨基起義，實際在俄國形成了像宗教改革的動蕩。
雖然表面上沙皇獲勝但反對派教會仍然存在，而官方教會也有人實際作自己保留舊派或個人化的儀式和解說。
2014年俄罗斯吞并克里米亚以及支持顿巴斯地区的分离主义武装后，乌克兰东正教分裂成两个派别；主张脱离俄罗斯主教区的东正教和依然隶属于俄罗斯的乌克兰正教会，后者于2019年获得自治权。2022年5月27日，因不满时任俄罗斯东正教牧首基里尔在俄罗斯入侵乌克兰期间明确支持俄罗斯总统弗拉基米尔·普丁對烏克兰的攻势，乌克兰东正教宣布断绝与俄罗斯东正教的关系和独立。
以下是主要的俄罗斯正教会的教派分裂的非官方教派和教會：
- 舊禮儀派
- 逃亡教堂派
- 否定派
- 北方沿海派
- 費多謝耶夫派
- 皈一派
- 教堂派
- 反教堂派
- 逃亡教派
- 反祈禱派
- 真正東正教基督徒漫遊派
- 阿里斯托夫派
- 屬靈基督教派
- 反禮儀派
- 閹割派
- 鞭身派
- 莫羅勘派
- 約翰派
- 史敦達派
- 托爾斯泰派
- 英諾肯提乙派
- 真正東正教會
- 真正東正教會基督派
- 緘默派
- 革新派
- 活的教會
- 吉洪派

## 媒體
在美國，Orthodox Christian Network（OCN）是教會自己的媒體組織。

## 政教關係
東正教會嚴正規定，神職人員不得用任何方式宣揚其政治立場。因為教會是所有人的教會，不應被屬於世界而不屬於上帝的政治綁架。

### 引用
1. ↑  Marshall, Thomas William. . London: Levey, Rossen and Franklin. 1844.
2. ↑  . Pew Research Center's Religion & Public Life Project. 2017-11-08  [2020-05-14]. （原始内容存档于2021-01-25）.
3. ↑   (PDF). Center for Study of Global Christianity.   [2020-05-14]. （原始内容存档 (PDF)于2020-07-28）.
4. ↑  Fairchild, Mary. . about.com.   [2014-06-23]. （原始内容存档于2016-06-05）.
5. ↑  McAuliffe, Garrett. . SAGE Publishing. 2008: 532. ISBN 978-1-4129-1006-4 （英语）. About one-third of the world's population is considered Christian and can be divided into three main branches: (1) Roman Catholicism (the largest coherent group, representing over one billion baptized members); (2) Orthodox Christianity (including Eastern Orthodoxy and Oriental Orthodoxy); and (3) Protestantism (comprising many denominations and schools of thought, including Anglicanism, Reformed, Presbyterianism, Lutheranism, Methodism, Evangelicalism, and Pentecostalism).
6. ↑  Mirola, William; Monahan, Susanne C. . Routledge. 2016. ISBN 978-1-317-34451-3 （英语）. Orthodox Churches represent one of the three major branches of Christianity, along with Roman Catholicism and Protestantism.
7. 1 2  Johnson, Todd M.  (PDF). Center for the Study of Global Christianity.   [2022-07-11]. （原始内容存档 (PDF)于2022-02-17）.
8. 1 2 3 4 5  Parry, Ken; Melling, David J.; Brady, Dimitri; Griffith, Sidney H.; Healey, John F. (编). . . Oxford, UK: Blackwell Publishing Ltd. 2017-09-01: 170 [1999]  [2022-07-11]. ISBN 978-1-4051-6658-4. doi:10.1002/9781405166584. （原始内容存档于2021-11-07）. The Eastern Orthodox are the second largest Christian communion, exceeded in members only by the Roman Catholic communion.
9. ↑  Fairchild, Mary. . ThoughtCo. 2017-03-17  [2018-10-19]. （原始内容存档于2019-04-14）.
10. ↑  Brien, Joanne O.; Palmer, Martin. . University of California Press. 2007: 22  [2022-07-11]. ISBN 978-0-520-24917-2. （原始内容存档于2023-08-02）. There are over 220 million Orthodox Christians worldwide.
11. ↑  . www.bbc.co.uk.   [2022-07-11]. （原始内容存档于2020-05-10）.
12. ↑  . .   [2022-07-11]. （原始内容存档于2015-05-04）. Eastern Orthodoxy, official name, used in British English as well, is Orthodox Catholic Church, one of the three major doctrinal and jurisdictional groups of Christianity.
13. ↑  Ellwood, Robert S.; Alles, Gregory D. . 2007: 128. ISBN 978-1-4381-1038-7. The Eastern Orthodox Churches are properly known as the "Orthodox Catholic Church
14. ↑  Tsichlis, Fr. Steven. . St. Paul's Greek Orthodox Church, Irvine, CA.   [2014-05-04]. （原始内容存档于2013-12-10）. The full title of our Church is 'The Orthodox Catholic Church.'
15. ↑  Richard R. Losch. . Wm. B. Eerdmans Publishing. 2002-05-01: 76. ISBN 978-0-8028-0521-8. The official name of the body is the Orthodox Catholic Church.
16. ↑  Cazabonne, Emma. . Orthodoxie.com. 2019-01-14  [2019-01-15]. （原始内容存档于2022-04-04） （美国英语）.
17. ↑  Panagiotisandriopoulos. . Φως Φαναρίου. 2019-01-10  [2019-01-11]. （原始内容存档于2022-07-12）.
18. ↑  . cerkvarium.org. 2019-01-23  [2019-01-23]. （原始内容存档于2019-01-23）.
19. ↑  . risu.org.ua. 2019-01-23  [2019-01-27]. （原始内容存档于2020-08-06）.
20. ↑  . Orthodox Times.   [2022-05-09]. （原始内容存档于2022-05-09） （美国英语）.
21. ↑  . Ορθοδοξία News Agency. 2022-05-09  [2022-05-09]. （原始内容存档于2022-05-09） （希腊语）.
22. ↑  . Οικουμενικό Πατριαρχείο. 2022-05-09  [2022-06-17]. （原始内容存档于2022-06-17） （希腊语）.
23. ↑  1949年中华人民共和国成立，與蘇聯政府簽訂協議令教会脱离俄羅斯正教會管制，20世纪50年代中华正教会自治。因两位中国籍阿尔巴津人主教相继去世，也未曾按立新的主教继任，文革前教会基本停止活动。
24. ↑  科奈尔利斯，安托尼，“慕善集初学导读”，东正教修道主义，第34页。
25. ↑  樂, 峰. . 北京: 中國社會神學出版社. 2005: 25. ISBN 9787500424383.
26. ↑  主教亚历山大（米兰特）.  (PDF). 香港: 香港圣彼得圣保罗教堂. 2009: 5  [2023年11月27日]. ISBN 978-988-17626-2-7. （原始内容存档 (PDF)于2022-01-21）.
27. ↑  . All Saints of North America Orthodox Church.   [2023年11月27日]. （原始内容存档于2023年7月30日） （英语）.
28. ↑  . orthodoxwiki.org.   [2023-11-27]. （原始内容存档于2023-02-08）.
29. 1 2  丹尼尔·斯少爷夫 神父. . 由龚长明神父翻译. 中華正教出版社. 2015: 25  [2023-11-27]. （原始内容存档于2022-12-06）.
30. ↑   （页面存档备份，存于）八世纪的一位教会教父，曾在教会内破坏圣像（反圣像）争端最严重的时候撰文的大马色的圣约安解释道，因为上帝圣言成了肉身（约安福音／约／若1:14），我们不再是婴孩；我们已经长大了；上帝已经给予了我们辨别的能力，我们知道什么可以被描画什么不能够被描画。既然三的第二位格在肉身向我们显现，我们就能够描绘他，再现这位纡尊降贵让我们看见的上帝，好让我们凝视他。我们可以坦然地把不可见的上帝描画为一位为了我们的缘故通过承担我们的血肉而使自己可见的上帝，而不是一个不可见的存在。
31. 1 2 3  丹尼尔·斯少爷夫 神父. . 由龚长明神父翻译. 香港: 中華正教出版社. 2015: 27–29.
32. ↑  徐凤林. . 北京大学出版社. 2012: 138. ISBN 9787301196236.
33. ↑   （页面存档备份，存于）常常听见新教徒质疑东正教徒说：只要有圣经就好了，为什么正教会又重视“圣传”？
34. ↑   （页面存档备份，存于）使徒统绪
35. ↑  . RadioFreeEurope/RadioLiberty.   [2022-05-28]. （原始内容存档于2022-05-31） （英语）.
36. ↑  乐, 峰. . 北京: 宗教文化出版社. 2009: 102–128. ISBN 9787802541726.